# Kunstmuseum Stuttgart

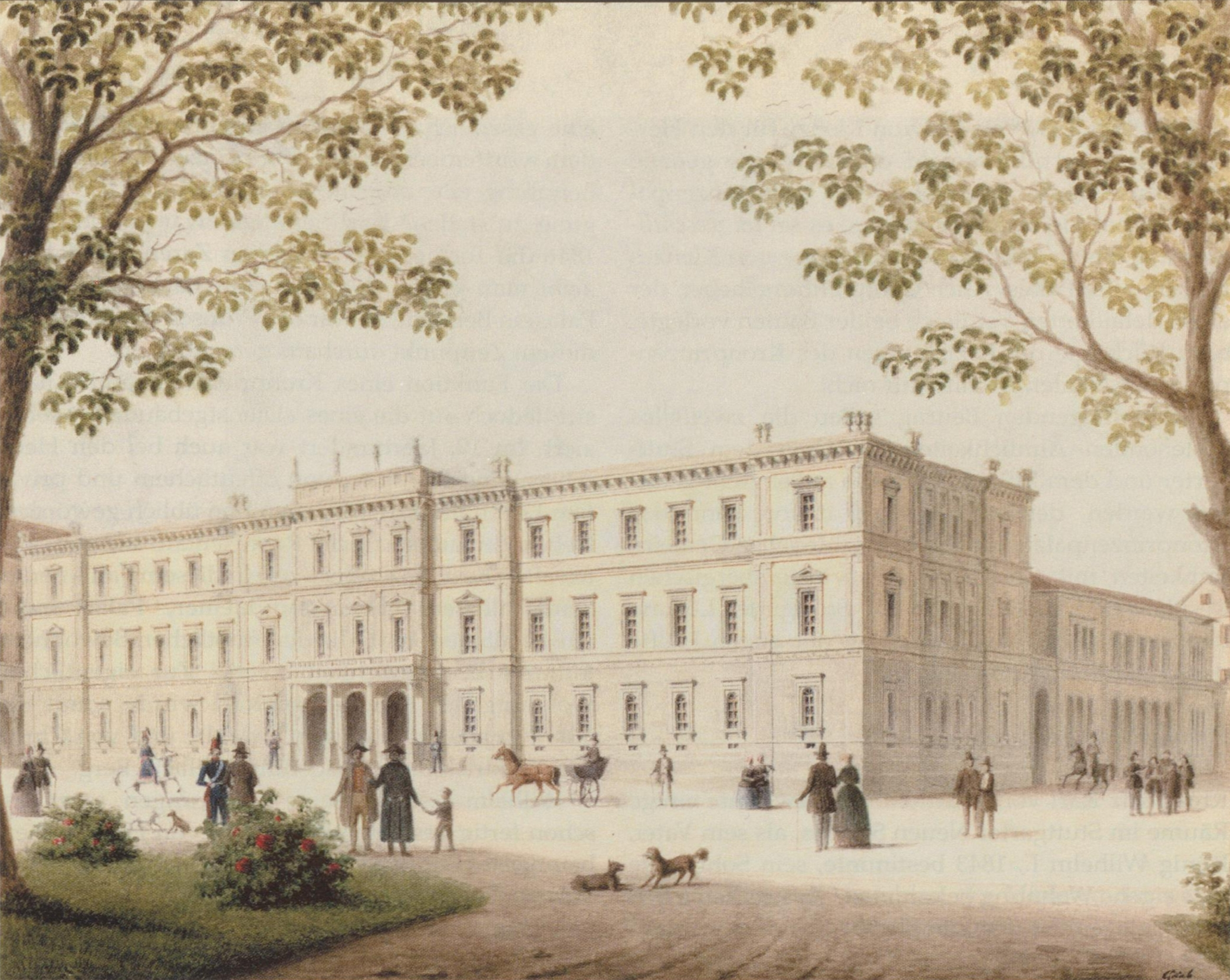
Fino al 1963 al posto del Il Kunstmuseum si trovava il Kronprinzenpalais.

Il Museo d'arte di Stoccarda (in tedesco: Kunstmuseum Stuttgart, colloquialmente Kubus) è un museo di belle arti, situata nella città di Stoccarda, in Germania. Fondato sul sito dell'ex Kronprinzenpalais, demolito nel 1963, il museo è stato inaugurato nel marzo 2005 come successore della precedente Galerie der Stadt Stuttgart.

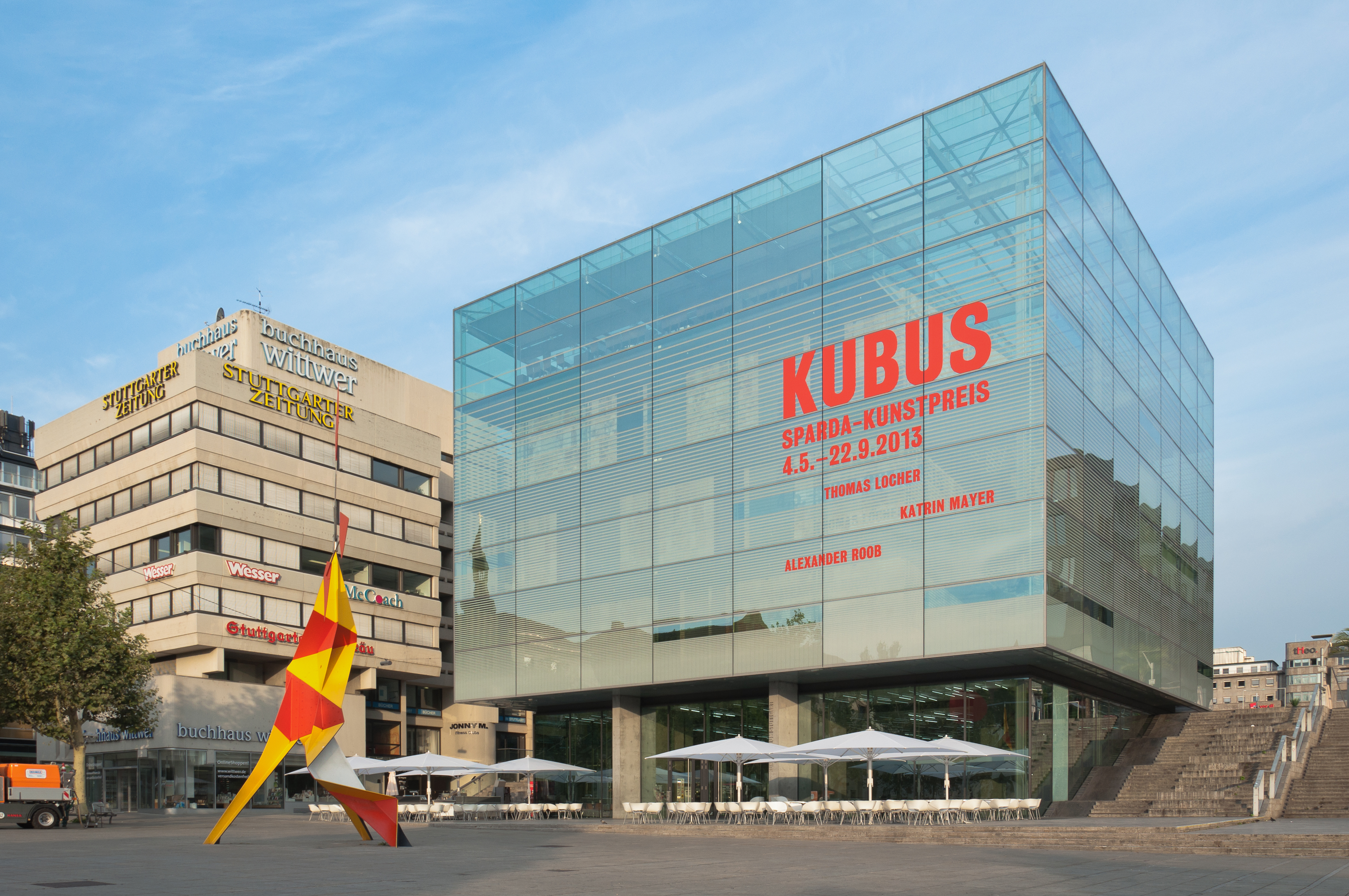
Il Kunstmuseum di Stoccarda, agosto 2013

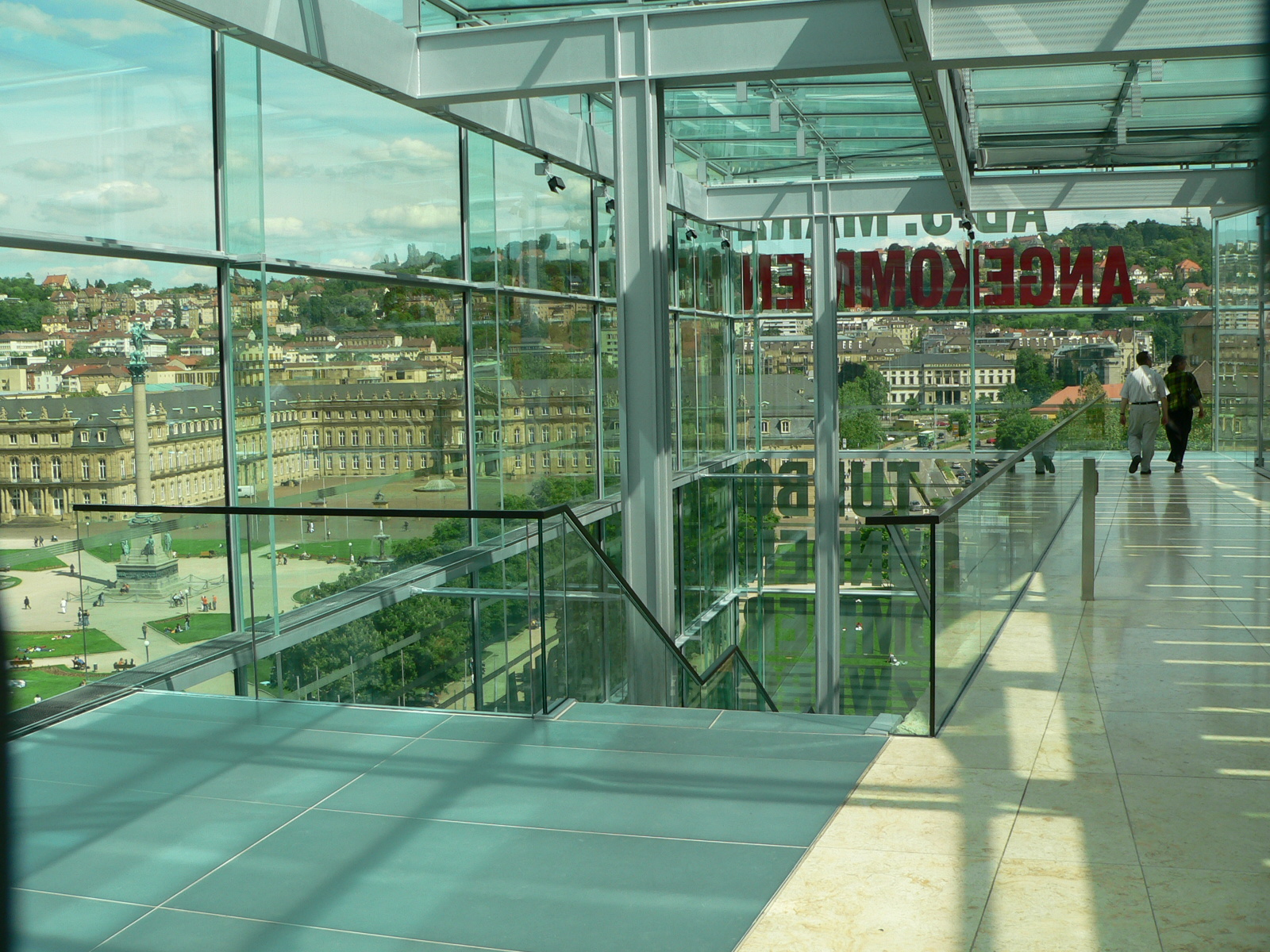
Il Kunstmuseum, ultimo piano, maggio 2005

Posizionato strategicamente nella Schloßplatz e nella Königstrasse, il museo ospita una vasta gamma di opere d'arte, selezionate dalla collezione cittadina del XIX secolo fino all'arte contemporanea. Le esposizioni includono sia opere permanenti che mostre speciali a tema o monografiche, offrendo così ai visitatori una panoramica completa e variegata del panorama artistico locale e internazionale.
Nel 2022, il Museo d'arte di Stoccarda è stato riconosciuto come il Museo dell'anno 2021 dalla sezione tedesca dell'Associazione Internazionale dei Critici d'Arte (AICA), confermando il suo ruolo di punto di riferimento nel panorama museale e artistico del paese.

## Architettura
Il museo, con una superficie espositiva di 5000 m², è stato progettato dagli architetti berlinesi Hascher e Jehle. La struttura appare come un cubo di vetro che riflette l'ambiente circostante durante il giorno, mentre di notte le pareti illuminate in calcare di Dietfurt diventano visibili dall'esterno. I materiali utilizzati, provenienti dalla valle di Altmühl, consistono in pietre naturali sotto forma di irregolari placche crostali con ossidazioni minerali colorate.
Un elemento distintivo sono le parole e i testi, alti fino a un metro, realizzati in pellicola adesiva grigia e rossa, fissati esternamente alle finestre di vetro, che cambiano con ogni mostra temporanea.
Il pavimento dell'ultimo piano è composto da Auerkalkstein, noto anche come Kelheimer Kalkstein, proveniente dall'Altmühltal. Questo materiale conferisce alla struttura una sensazione autentica e integra armoniosamente con l'ambiente circostante.
In relazione alla citazione "Wenn man das Kronprinzenpalais abreißt, verliert die Westseite des Schloßplatzes die Hälfte ihres Gesichts" (Se si demolisce il Kronprinzenpalais, la parte occidentale della Schloßplatz perde la metà del suo volto) attribuita a Paul Bonatz nel 1951, Dankwart Guratzsch commentò nel 1999 il progetto del Museo d'arte con le parole: "Sie wird es auch jetzt nicht wiederfinden" (Non lo ritroverà neanche adesso). 

## Storia
Nel luogo in cui sorge il Museo, fino al 1963 si ergeva la rovina del Kronprinzenpalais, danneggiato durante un bombardamento aereo nel 1944. Questo edificio rappresentava il pendant urbanistico al Wilhelmspalais, situato all'altro capo della Planie.
Dopo la demolizione della rovina, la Planie fu inizialmente trasformata in una strada a sei corsie, con l'aggiunta di quattro tunnel supplementari per auto e tram.
Nel 1968 fu costruito il cosiddetto Kleine Schloßplatz, a gradoni, per agevolare il passaggio dei pedoni lungo la Königstraße. Tuttavia, questa struttura non fu mai completamente accettata nel suo scopo. Per anni si discusse sulla possibilità di demolire questa costruzione considerata superflua, specialmente dopo che la strada sopraelevata era stata coperta di nuovo.
La costruzione del nuovo Museo d'arte, avvenuta dopo il 2000, ha colmato questa lacuna urbanistica lungo la Königstraße, vicino al Königsbau, contribuendo a completare il paesaggio architettonico della zona.

## Collezione permanente
La collezione del Museo si basa sul patrimonio della precedente Galerie der Stadt Stuttgart. Questa collezione ha origine da una donazione del Marchese Silvio della Valle di Casanova nel 1924.
Tra i suoi beni, il Museo possiede oggi anche la più importante collezione di opere dell'artista Otto Dix, gran parte delle quali sono attribuibili al precedente direttore della Galerie der Stadt Stuttgart, Eugen Keuerleber. Per queste opere sono stati riservati appositamente due spazi espositivi. Il pezzo forte della collezione è il trittico "Großstadt", dipinto da Dix tra il 1927 e il 1928. Inoltre, il museo possiede numerose opere di artisti come Willi Baumeister, Adolf Hölzel, K. R. H. Sonderborg, Dieter Roth, Dieter Krieg, Joseph Kosuth, Rebecca Horn, Wolfgang Laib, Josephine Meckseper, Thomas Grünfeld, Ben Willikens, Haegue Yang, Massimiliano Pironti.

## Mostre temporanee
Nel museo vengono organizzate regolarmente mostre ed esposizioni temporanee.